# マリオ+ラビッツ キングダムバトル
『マリオ+ラビッツ キングダムバトル』（マリオ プラス ラビッツ キングダムバトル、Mario + Rabbids Kingdom Battle）は、ユービーアイソフトが開発・発売したNintendo Switch専用ゲームソフト。日本を含む東アジアでは2018年1月18日に任天堂より発売された。

## 概要
マリオシリーズとユービーアイソフトの人気キャラクターラビッツがコラボレーションした作品で、スーパーマリオシリーズとしては初となるX-COMシリーズに似たターン制のシミュレーションRPG。Joy-Conによる2人プレイにも対応し、専用ステージで協力プレーや対戦プレイが可能。
ダウンロードコンテンツとして、追加武器やチャレンジマップ、ドンキーコングが登場する新しいストーリーが加わるシーズンパスの「アドベンチャーパック」がある。
さらに本作の2作目に当たるNintendo Switch用ソフト『マリオ+ラビッツ ギャラクシーバトル』が2022年12月2日に発売された。

## ストーリー
ラビッツ達が物質融合装置「スーパーマージ」をイタズラしたことで、おもちゃのマリオグッズと融合してキノコ王国に入り込んでしまう。多くのラビッツ達は「スーパーマージ」の悪影響を受け大暴れし、さらに影響を強く受けてしまったラビッツのスポーニーはクッパJr.に無理やり協力をさせられ、彼らの暴走により王国は混乱に陥る。マリオ達やラビッツは3人1組でチームを組み、ラビッツ達と同様にキノコ王国に飛ばされてきたナビゲーターロボ「ビーポ」とともに混乱の収拾に取り掛かる。

## システム
メインシナリオは4つのワールドを順に巡って進行する。1ワールドは9つのチャプター(+ワールドクリア後のかくれチャプター)で構成されており、1ステージ毎に1〜4回の戦闘パートと戦闘間の探索パートが存在する。尚、ステージの内、チャプター5とチャプター9はそれぞれ中ボス、ワールドボスとの戦闘がある。

### 探索パート
ビーポを操作して、フィールドを自由に移動可能。フィールド上のコレクションの箱からは音楽やフィギュア、アートなどの収集アイテムの他に、キャラクターの能力を上げる「パワーオーブ」や「ウェポン」もある。パズル要素もあり、一部はシナリオ進行に必須となっている。また、ワールドクリア毎にビーポのアクションが拡張され、クリア済みワールドでも再度訪れないと回収できないアイテムがある。フィールドにはストーリーやパズルに直接関係は無いが調べることができる箇所が多数あり、その都度ビーポのコメントを読むことができる。

### 戦闘パート
戦闘は味方と敵のターンが分離しているターン制のシミュレーションRPGで進行する。プレイヤーはマリオ含めた3人のキャラクターでチームを編成し、1キャラクターは1ターン内で、「移動」「武器の使用」「スペシャルスキルの使用」をそれぞれ1回ずつ行える。
「移動」は文字通りであり、キャラクターはマスに沿って移動し、隠れた敵の側面に回ったり、逆に遮蔽物に隠れたりすることができる。遮蔽物は大きいものの方がより有効だが、側面からの攻撃には無防備である。また、移動可能な範囲内の敵に「スライディング」で攻撃、味方を踏み台にして「チームジャンプ」を行うことで更に遠くへの移動や、高所に登ることも可能。
キャラクターは「メインウェポン」と、ストーリー進行で解放できる「サブウェポン」を使用して攻撃する。1ターン中でどちらかしか使えず、またサブウェポンは連続のターンで使えない。メインウェポンは何度でも使えるが遮蔽物に遮られることがある一方、サブウェポンは連続で使えない代わりに高火力・広範囲のものが多く、遮蔽物ごと攻撃可能なタイプもある。
命中率は対象の遮蔽物の大きさに依存し、低いものは50%の確率で命中するが、高いものに隠れている場合は命中しない。武器のダメージは一定では無く僅かに変わるが、一部振れ幅が大きい武器もある。また、高所から攻撃した場合ダメージが増加する。

#### 武器の種類一覧
メインウェポン
ブラスター
プレイヤーキャラではマリオ、ラビッツピーチが使用。手に装着して使用する。クセが無く安定したダメージを出せる。スーパーエフェクトは比較的発生しやすい。
ブワーフ
敵キャラクターも使用しない、ラビッツルイージ専用武器。ダメージはブラスターより低いが、スーパーエフェクト発生率が非常に高く、終盤では100%発動するようになる。ヨーヨーに酷似しているが、謎の原理でパーツが浮遊したり、紐なしで手元に戻ってきたりする。
シューター
プレイヤーキャラではルイージのみ使用。非常に長い射程を誇り、ダメージもブラスターより高い。敵の射程外から一方的な狙撃が可能。
ブームショット
プレイヤーキャラではラビッツマリオ、ピーチが使用。メインウェポンで唯一、範囲攻撃が可能。威力は高いが射程が短く、更に距離が離れるとダメージが下がってしまう為、近距離戦闘で真価を発揮する。
マシンガン
プレイヤーキャラではラビッツヨッシー、ヨッシーが使用。4本のバレルを回転させながら弾を10発連射する。一発ごとにダメージが上下するため、ダメージの振れ幅が非常に大きい。安定しないものの最大値を引き当てたときのダメージは絶大。スーパーエフェクト発生率がメインウェポンで最も低い。
サブウェポン
ハンマー
プレイヤーキャラではマリオ、ラビッツマリオが使用。隣接する敵にハンマーを振り下ろし大ダメージを与え、叩きつけた衝撃で周囲の敵も巻き込んで攻撃する、近距離戦闘特化の武器。
ボムタンク
プレイヤーキャラではラビッツピーチ、ルイージが使用。敵1体を補足して発進した後、自ターン始めに移動して追いかけ、敵の隣まで行く、敵が近くを通る、攻撃され体力が無くなるなどで爆発し、周囲にダメージを与える。攻撃として使用する他、攻撃を受けることを利用して、囮として運用することも可能。
ランチャー
プレイヤーキャラではラビッツルイージ、ヨッシーが使用。着弾点で爆発する弾を発射する。射程が長く、爆発範囲も広い。かつ遮蔽物の裏にも爆風が当たる為、集団の敵を狙うのに最適。近距離で使用する際は自爆に注意する必要がある。
アヒルばくだん
プレイヤーキャラではラビッツヨッシー、ピーチが使用。可愛らしい名前と見た目とは裏腹に性能的には手榴弾に近く、放物線を描いて敵の所へ飛び爆発する。放物線軌道のため高低差に強く、直線で射線が通っていなくても命中する。
また、武器初期装備以外の全ての武器に一定確率で発生する「スーパーエフェクト」が付いており、これが発生すればクリティカル攻撃となり、大ダメージを与えつつ攻撃対象に武器のスーパーエフェクトに応じた影響を及ぼす。スーパーエフェクトは敵の行動を制限するもの、敵を強制的に移動させるもの、体力を吸収するものなど多岐に渡る。一部効果は同時に付与可能。また、ワールドボスなどはスーパーエフェクトの効果を受けない（クリティカル攻撃のダメージは受ける）。

#### スーパーエフェクト
行動制限系
次ターンの行動終了まで特定の行動を封印する。
インク、アイスはどちらかしか付与されず、後から付いた方に上書きされる。ストーンは全ての行動制限系を上書きするが、ストーンも別の行動制限系で上書きされる。
ハニー(HONEY)
ベトベトの蜂蜜で移動ができなくなる。
プレイヤーキャラではマリオ、ラビッツピーチの武器に付いている。
インク(INK)
真っ黒のインクが視界を遮り、武器による攻撃ができなくなる。
プレイヤーキャラではルイージ、ヨッシーの武器に付いている。
アイス(ICE)
頭に巨大な氷塊が纏わり、スペシャルスキルの発動ができなくなる。
プレイヤーキャラではピーチ、ヨッシーの武器に付いている。
ストーン(STONE)
体全体が石化し、全ての行動ができなくなる。ちなみに石化していてもスライディングなどを受けると普通に動く(解除はされない)。
プレイヤーキャラではラビッツマリオ、ラビッツルイージ、ラビッツヨッシーの武器に付いている。
強制移動系
バウンス(ストライク)、プッシュでキャラクターがフィールド外に出た場合、「OUT OF BONUS(場外ボーナス」となり、30ダメージを与える。これは味方が場外に出ても発生する。ハニー、ストーンが付与されていた場合、それらを解除する(インク、アイスは解除されない)
バウンス(BOUNCE) ストライク(STRIKE)
大きく跳ね上がり、放物線軌道でキャラを飛ばす。飛び上がるため、地形の影響を受けにくい。
プレイヤーキャラではマリオ、ルイージの武器に付いている。
ストライクは、一部ボスの体当たりや竜巻に巻き込まれるなどで発生する。挙動はバウンスと同じだが、スーパーエフェクトでは無いのでラビッツルイージのスキルでも防げない。
プッシュ(PUSH)
キャラを直線的に押し出し、受けた側は地面を暫く転がって止まる。壁やブロックにぶつかると跳ね返り、他のキャラにぶつかるとぶつかったキャラも巻き込まれる。
プレイヤーキャラではラビッツルイージ、ラビッツピーチ、ラビッツヨッシーの武器に付いている。
ファイア(FIRE)
お尻に火が付き、ランダムで地面を移動する。土管や飛び降りポイントは使わない。他のキャラにぶつかると燃え移る。
プレイヤーキャラではピーチ、ラビッツルイージの武器に付いている。
その他
ヴァンパイア(VAMPIRE)
受けると毒々しい紫の玉が体から発生する。その状態の敵を攻撃すると与ダメージの半分の体力を吸収して回復することができる。尚、相手にヴァンパイアを付与した際の攻撃も体力吸収が発生する。間接的な回復手段になる。唯一他のスーパーエフェクトに干渉せず、上書きしたり、されたりすることはない。
プレイヤーキャラではラビッツマリオ、ラビッツルイージの武器に付く。また、ラビッツルイージの移動特殊スキル「ヴァンパイアスライディング」でも付与できるが、こちらは強化段階によって吸収率が30〜100%になる。
「スペシャルスキル」は与ダメージ上昇や回復、強制移動などの戦闘を補助するスキルで、各キャラクター2つ所有している。ストーリーモードでは、1つ目は大きくニ種類に分類でき、マリオキャラは移動した敵を迎え撃つ迎撃スキル、ラビッツキャラは受けるダメージを軽減できる防御スキルを覚えるが、2つ目は全キャラクターで全く異なる効果のスキルになる。一度使用するとクールタイムが発生し数ターン使用できなくなる。
また、戦闘開始前と自ターン中は何度でも「ていさつカメラ」を使用することができ、全てのキャラクターの移動範囲や武器の射程範囲、スキルの効果などを確認することができる。
ターンを終了すれば、「マップギミック」が発動したのち、敵のターンとなる。敵の行動ルールもこちらと変わらず、3つの行動を1ターンで行うことができる。また共通の傾向として、「移動は攻撃が命中することを優先し、積極的に高所に居ることを拘らない」「攻撃は射程内の命中率が最も高い対象を選ぶ」「スペシャルスキルは発動可能ならすぐ使う」などが挙げられる。

## 登場キャラクター

### プレイヤーキャラクター
各キャラクターは基本能力が異なる他、「移動特殊スキル」「ウェポン」「スペシャルスキル」がそれぞれ異なり、それらの組み合わせから戦闘スタイルがある程度決まっている。また、ゲーム中に手に入る「パワーオーブ」を消費して「スキルツリー」を進めることでキャラクターを強化することができる。強化することで各スキルが強力かつ唯一無二の性能になっていき、強化するほど各キャラクターの個性はより顕著になる。

#### ストーリーモード
マリオシリーズおなじみの4人と彼らにそっくりな姿をしたラビッツの合計8人のうち、マリオを含む3人でチームを組む(マリオはパーティから外すことが出来ない)。最初に操作できるのはマリオ・ラビッツピーチ・ラビッツルイージのみで、ストーリーを進めることで残りのメンバーも徐々に仲間にしていくことができる。
マリオ
メイン：ブラスター　サブ：ハンマー
初期メンバーかつ固定メンバー。お馴染み赤い帽子の配管工。
チームジャンプから敵1体を踏みつける移動特殊スキル「ストンプ」が特徴。迎撃スキル「ヒーローサイト」は強化することで優秀なダメージソースとなる。スキル「パワーブースト」で味方の武器ダメージを上げることができる。ストンプ後に敵の真横に着地しダメージが上昇したハンマーで攻撃する、敵1体に対して大ダメージを与えるコンボが強力。弱点もあり、ストンプ後のジャンプ距離は強化できるがチームジャンプ自体の飛距離が強化できないため、ストンプ無しでは機動力が極端に低くなる。また、入れ替えができないため連戦になると消耗した状態で戦わなければいけない場面が発生する。
ピーチ
メイン：ブームショット　サブ：アヒルばくだん
キノコ王国のお姫様。
その上品な風格に似合わず、近距離戦やタンク役を得意とする。味方キャラクターで最も体力値が高い。迎撃スキル「エレガントアイ」はブームショットを使用する範囲攻撃だが、通常時同様の距離減衰があり、かつ味方を巻き込むこともあるので要注意。スキル「プロテクト」で味方が受けたダメージの一部を肩代わりしつつ、チームジャンプの着地で自身と付近の味方を回復する移動特殊スキル「ヒーリングジャンプ」で、チーム全体の消耗を最小限に抑えることが可能。スキルが全て味方依存になるため、孤立させると一気に脆くなる為注意。
ルイージ
メイン：シューター　サブ：ボムタンク
マリオの弟、緑の配管工。
長射程の装備と高い機動力を駆使した『安全圏からの一方的な攻撃』を得意とする。連続でチームジャンプできる移動特殊スキル「ダブルジャンプ」により、1ターンで長距離を移動できる。迎撃スキル「アイアンビジョン」はダメージは低いが連射性に優れており、範囲内の敵をどんどん狙撃してくれる。ただし体力が非常に低く、マリオの半分程しかないため、2-3回の攻撃でも瀕死になりうるので注意。スキル「アジリティ」を使えば自身のみならず味方の機動力も底上げできる。敵の射程外へ逃げつつ狙撃することで自身の被弾を抑ええつつ、火力を出すことができる。
ヨッシー
メイン：マシンガン　サブ：ランチャー
お馴染みマリオの相棒である、緑色のドラゴン。
全体的にややクセのあるスキルが多め。チームジャンプで発動する移動特殊スキル「ヒップドロップ」による範囲攻撃が非常に強力。ダメージも然ることながら、範囲が凄まじく多少離れた敵にも確実にダメージを与えることが可能。あまりの範囲の広さに、味方を巻き込む可能性もある点に注意。また遮蔽物にもダメージを与える為、迂闊に飛び込むと敵から蜂の巣にされることも。迎撃スキル「エッグピーター」は単体へのダメージに特化し、最大強化で通常射撃の1.5倍のダメージを与えられるようになる。スキル「スーパーチャンス」は味方の武器のスーパーエフェクトが確定で発動するようになるため、戦術の幅を一気に広げられる。ヨッシー自身もダメージが安定しないマシンガンの補強になるので切り札として強力。
ラビッツマリオ
メイン：ブームショット　サブ：ハンマー
スーパーマージの影響でマリオのフィギュアと一匹のラビッツと融合し生まれた。陽気な性格で、マリオとの初対面でもすぐに仲良くなった。
戦闘は範囲攻撃が得意な近距離戦特化スタイル。移動時に使える移動特殊スキル「ブームスライディング」はスライディングで爆発が発生し、付近の敵にもダメージを与える。防御スキル「ボディガード」は移動特殊スキルのダメージを無効化するが、武器攻撃はあまり軽減できないので、スキルに頼って突っ込みすぎないように。敵が多いところへ移動したら、スキル「マグネットダンス」で敵を自身の周りに引き寄せ、まとまったところをハンマーで叩けば、大人数に効果的なダメージを与えることができる。ただし、一連の流れで仕留めなければ袋叩きに遭うので注意。
ラビッツピーチ
メイン：ブラスター　サブ：ボムタンク
初期メンバー。ピーチのコスプレ衣装とラビッツが合体して生まれた。自撮り好きで、SNSアカウントも持っている。ピーチにはなにかと対抗心を燃やす。
明確な回復要員で、シンプルながら生存率を上げる強力なスキルが揃う。防御スキルの「シールド」は、発動後1ターンのダメージを軽減する。やや武器ダメージ軽減率が高め。目玉のスキル「ヒーリング」は名前の通り、付近の味方を回復するスキル。強化すれば、効果量も十分。移動特殊スキル「おしゃれスライディング」は、回数が多いスライディングというだけで特別な効果はない。最大で4回まで増える。爆発的な火力を出す方法がボムタンクくらいなので、攻撃力の高い味方を支援するような運用が必要。
ラビッツルイージ
メイン：ブワーブ　サブ：ランチャー
初期メンバー。ふざけるのが好きでラビッツらしい行動をする。
スーパーエフェクトや状態異常に関するスキルが多く、運用にはややクセがあるが、できることの幅は広い方。ブキに付くスーパーエフェクトが唯一3種類以上ある。移動スキル「ヴァンパイアスライディング」は、その名の通りヴァンパイアのスーパーエフェクトを相手に付与し、攻撃で体力を吸収する。これでやや低めの体力を補うことができる他、ヴァンパイア状態の敵を攻撃すれば他の味方でも回復可能なので、間接的なヒーラーも務められる。尚、武器で付与するヴァンパイア効果は、吸収量がダメージの50％で固定だが、こちらはラビッツルイージのスキルツリーで割合が30〜100％に変化する。またスライディング自体のダメージが高めで、ラビッツルイージの主なダメージ源である。防御スキル「スーパーバリア」は発動中のスーパーエフェクト効果を無効化する。一部の敵やステージギミックを安全に対処できるのは魅力的。ただし、ストライクは例外で防げないので注意。スキル「パワーダウン」は攻撃力を下げることでチームの消耗を確実に低減できる。ブキの火力がどちらも低く、スーパーエフェクトやスライディングが効かない相手には火力不足に陥りやすいが、スキル2種はボス相手にも有効なので、ボス戦でもある程度有用。
ラビッツヨッシー
メイン：マシンガン　サブ：アヒルばくだん
ヨッシーの着ぐるみを着ている。行動や思考は不可解で、こちらの話を聞かない場面もある(戦闘では問題なく操作可能)。
防御スキル「こうらシールド」は、1〜2回しかダメージを防げないが、ダメージ軽減率が非常に高く、最大強化でダメージを完全無効にすることができる。スキル「クレイジーボイス」は大声で範囲内の敵を自分から遠ざける。強力な近距離攻撃を持つ相手には有効となることが多い。特殊移動スキルの「ウルトラスライディング」は1ターンでスライディングが最大5回可能というだけで特殊な点は少ない。低体力の敵が多数出現するステージでは有効打となる。攻撃を受けにくいスキルを多く持つが扱いはかなり難しく、決まった動きも見出しにくい。一撃が強力で体力も高めのボス相手には、防御寄りのスキル構成やダメージの期待値が高いマシンガンも相まって比較的強気に対峙できる。

#### ドンキーコング アドベンチャー
操作できるのはドンキーコング・ラビッツピーチ・ラビッツクランキーのみ。この3人でチームを組んで戦う。
ドンキーコング
メイン：ブーメラン　サブ：ハンドスラップ
敵や味方、ブロックを投げることができる。迎撃スキル「ワイルドウォッチ」は威力がやや高い。スキル「マグネットグルーヴ」で範囲内の敵を引き寄せることができる。
ラビッツクランキー
メイン：ブームボウ　サブ：バレルボルト
迎撃スキル「ローガンアイ」は威力が高い。スキル「ロングストーリー」で敵を眠らせることができる。

### 敵キャラクター
敵キャラクターたちは、「バグ」という邪悪な力によって操られている。

#### 通常敵キャラクター
ジギー
スライディングでの攻撃を積極的に狙ってくるラビッツ。
ホッパー
移動力が高く、チームジャンプをよく行う。
スマッシャー
攻撃力が高い。攻撃されると敵も味方も関係なく反撃する。
サポーター
ヒーリングを行い味方をサポートする。
バックラー
盾を装備している。ブームスライディングを行う。
ピーカーブー
テレポートを行うことができる。
ブワルキリー
チームジャンプを行うことができる。チームジャンプの着地時にヒップドロップで広範囲に攻撃する。

#### ボスキャラクター
ラビッツパックン
1-5に登場する中ボス。
ラビッツコング
1-9に登場するボス。
ブリージー ＆ サンディ
2-5に登場する中ボス。
アイシクルゴーレム
2-9に登場するボス。
カラベラ
3-5に登場する中ボス。
ファントム
3-9に登場するボス。
メカJr.
4-5に登場する中ボス。
メガドラゴンクッパ
4-9に登場するボス。
サイドアイ
DLC（後述）の1-6に登場する中ボス。
フィン
DLC（後述）の2-4に登場する中ボス。
メガラビッツコング
DLC（後述）の3-4と4-4に登場するボス。

### その他のキャラクター
ビーポ
オープニングで初登場し、マリオたちと共に冒険する。
キノピオ
オープニングで登場する。
赤色、青色、黄色、緑色、桃色の個体が存在する。
キノピコ
オープニングで登場する。
キノピオたちとは違い、沢山存在せず1体だけ存在する。
クリボー
「エイジドガーデン」に登場する。
サニー
「エイジドガーデン」に登場する。

## アドベンチャーパック（DLC）
新キャラクター追加
新ストーリー追加
追加武器（ピクセル風・スチームパンク風）
新チャレンジマップ追加

## サウンドトラック
『Mario + Rabbids Kingdom Battle Original Game Soundtrack』
- CD[10]・配信[11]

発売日：2017年8月29日　/　レーベル：Ubisoft Music　/　CD規格品番：UBC50-RKB04900-CD　/　CD：31曲、配信：51曲
- レコード[12]

発売日：2018年11月30日　/　レーベル：iam8bit　/　品番：EAN 45-71374-91443-0　/　全51曲
| #         | タイトル                               | 作詞   | 作曲・編曲 | 時間 |
| --------- | -------------------------------------- | ------ | ---------- | ---- |
| 1.        | 「Two Worlds Collide」                 |        |            | 0:47 |
| 2.        | 「The Adventure Begins」               |        |            | 1:38 |
| 3.        | 「Grand Opening」                      |        |            | 1:20 |
| 4.        | 「Sunny Side Up」                      |        |            | 1:19 |
| 5.        | 「Ziggies!」                           |        |            | 2:59 |
| 6.        | 「A Towering View」                    |        |            | 0:29 |
| 7.        | 「The Waterfall Puzzle」               |        |            | 2:11 |
| 8.        | 「Ancient Gardens」                    |        |            | 2:59 |
| 9.        | 「Through the Lawns」                  |        |            | 1:07 |
| 10.       | 「Hoppers!」                           |        |            | 2:59 |
| 11.       | 「Mystic Battle」                      |        |            | 2:52 |
| 12.       | 「Mystic Journey」                     |        |            | 1:39 |
| 13.       | 「Mid Boss Mayhem」                    |        |            | 2:37 |
| 14.       | 「At the Tower's Feet」                |        |            | 0:46 |
| 15.       | 「Huggers!」                           |        |            | 2:21 |
| 16.       | 「Tower Tweeter」                      |        |            | 2:28 |
| 17.       | 「Tower's Puzzle」                     |        |            | 1:10 |
| 18.       | 「Tower Trouble」                      |        |            | 2:09 |
| 19.       | 「Rabbid Kong Rumpus」                 |        |            | 1:54 |
| 20.       | 「Rabbid Kong Rumble」                 |        |            | 1:49 |
| 21.       | 「A Song of Ice and Desert」           |        |            | 2:50 |
| 22.       | 「In the Heat of the Battle」          |        |            | 4:27 |
| 23.       | 「Hot Start, Cold Finish」             |        |            | 4:18 |
| 24.       | 「Cold Start, Hot Finish」             |        |            | 4:19 |
| 25.       | 「In the Cold of the Battle」          |        |            | 4:13 |
| 26.       | 「Icicle Golem Freeze」                |        |            | 1:41 |
| 27.       | 「Icicle Golem Fracas」                |        |            | 1:42 |
| 28.       | 「Icicle Golem Finale」                |        |            | 1:41 |
| 29.       | 「Abbey Ruins」                        |        |            | 4:01 |
| 30.       | 「Spooky Skirmish」                    |        |            | 2:41 |
| 31.       | 「Spooky Village」                     |        |            | 1:52 |
| 32.       | 「The Swamp Battle」                   |        |            | 4:05 |
| 33.       | 「Lost in the Swamp」                  |        |            | 3:08 |
| 34.       | 「Combat in the Cemetery」             |        |            | 2:47 |
| 35.       | 「A Stroll in the Cemetery」           |        |            | 2:40 |
| 36.       | 「The Phantom of the Bwahpera, Act 1」 |        |            | 1:32 |
| 37.       | 「Phantom's Phenomena」                |        |            | 1:02 |
| 38.       | 「Phantom's Crescendo」                |        |            | 1:04 |
| 39.       | 「The Phantom of the Bwahpera, Act 3」 |        |            | 1:06 |
| 40.       | 「Phantom's Phortissimo」              |        |            | 1:09 |
| 41.       | 「Into the Pit」                       |        |            | 2:33 |
| 42.       | 「Fahrenheit Forge」                   |        |            | 3:16 |
| 43.       | 「Exploring the Mine」                 |        |            | 2:25 |
| 44.       | 「Heart of Darkness」                  |        |            | 2:43 |
| 45.       | 「Steamed Up in the Factory」          |        |            | 2:24 |
| 46.       | 「Bwa Enemies!」                       |        |            | 3:57 |
| 47.       | 「Beware Bowser's Base」               |        |            | 2:42 |
| 48.       | 「The Lava Forge」                     |        |            | 3:19 |
| 49.       | 「Bowser Begins」                      |        |            | 1:59 |
| 50.       | 「Bowser Returns」                     |        |            | 1:57 |
| 51.       | 「Bowser Bows Out」                    |        |            | 2:02 |
| 合計時間: | 合計時間:                              | 119:08 |            |      |